# 臨水之戰
臨水之戰（Battle of Bywater）是英國作家托爾金奇幻小說《魔戒》裡發生的虛構戰役。在「收復夏爾」一節內有詳細說明。
臨水之戰的參戰方是夏爾的哈比人，另一方是以薩魯曼為首的流氓，他們稱薩魯曼為「薩基」（半獸人語的別號，解作老人）。臨水之戰是魔戒聖戰的最後一役，哈比人由剛鐸及洛汗的護衛梅里雅達克·烈酒鹿及皮瑞格林·圖克領導。梅里殺了一名很像半獸人的流氓首領。
臨水之戰爆發於夏爾曆1419年，是魔戒聖戰時期的最後一次軍事衝突，是自夏爾建立以來第二次在夏爾境內爆發的戰爭，前一次是綠原之戰（Battle of Greenfields），爆發於夏爾曆1147年。
薩魯曼派遣一批流氓前往鎮壓哈比人在臨水路的起義，哈比人的斥候探得消息，哈比人遂設計包圍流氓，利用馬車設置路障，當流氓到達時，將前後的去路堵住，流氓嘗試突圍，但遭哈比人圍攻，哈比人最終獲勝。
夏爾的哈比人是由梅里和皮聘召集的，他們在魔戒遠征隊的旅途及魔戒聖戰期間激起了他們的勇氣，人們都相信他們的能力，因此他們能整合哈比人對抗入侵者。嚴格來說，皮聘仍是剛鐸的護衛，伊力薩王沒有解除他的職務，但卻容許他離開，伊力薩王已成為國王，國境已延至北方，包括夏爾，因此，皮聘認為伊力薩王一定會支持這次起義。山姆·詹吉也參與了戰爭，佛羅多·巴金斯都在現場，但卻沒有參與戰事，他負責確保丟下武器投降的流氓沒有被殺（他的一生沒有殺過任何人，只擊傷古墓屍妖及洞穴食人妖）。
翌日，佛羅多等人帶領哈比人抵達哈比屯，遭遇薩魯曼，佛羅多驅逐薩魯曼，葛力馬·巧言受薩魯曼的嘲笑而崩潰，在袋底洞前殺了薩魯曼，佛羅多反應不及，葛力馬·巧言被亂箭射死，魔戒聖戰結束在佛羅多旅程開始的位置。
一些托爾金書迷對臨水之戰沒有在電影《魔戒三部曲：王者再臨》裡上演表示失望。導演彼得·傑克遜表示，臨水之戰雖然是托爾金小說裡的重要部分，但他認為臨水之戰不應放進他的電影裡，製片人法蘭·沃什（Fran Walsh）及菲利帕·鮑恩斯都同意，因為在電影將近結尾時突然發生一段戰爭高潮是不恰當的，因此他們決定摒去這部分。在加長版的DVD裡收錄了一節與法蘭·沃什的專訪，她表示電影裡沒有說明夏爾未被收復，只是沒有提到而已。